# 神農本草経
『神農本草経』（繁体字: 神農本草經; 簡体字: 神农本草经; 拼音: Shén nóng běn cǎo jīng; ウェード式: Shennung Ben Ts'ao King しんのうほんぞうきょう、しんのうほんぞうけい または しんのうほんぞうぎょう）は、後漢から三国の頃に成立した中国の本草書である。

## 概要
『神農本草経』は神農氏の後人の作とされるが、実際の撰者は不詳である。個々の生薬（漢方薬）について解説したもの。中国最古の薬物学書であるとされる。1年の日数と同じ365種の薬物を上品・中品・下品（上薬・中薬・下薬ともいう）の三品に分類して記述している。上品（120種）は無毒で長期服用が可能な養命薬、中品（120種）は毒にもなり得る養性薬、下品（125種）は毒が強く長期服用が不可能な治病薬としている。上品には人参、薏苡仁、甘草など、中品には葛根、紫根、貝母など、下品には連翹、附子、半夏などが含まれる。
500年（永元2年）、南朝の陶弘景は本書を底本に『神農本草経注』3巻を撰し、さらに『本草経集注』7巻を撰した。陶弘景は内容を730種余りの薬物に増広（ぞうこう）している。
こうして中国正統の本草書の位置を占めるようになったが、長年の戦乱によって散逸し、現在見ることができるのは敦煌写本の残巻や『太平御覧』への引用などにすぎない。
陶弘景の増補版などに基づいてその復元を図ったものとしては、明代の盧復、清朝の孫星衍、日本の森立之によるものなどがある。